# Ilia Evtimov
Ilia Evtimov, né le 10 février 1956 à Sofia en Bulgarie est un joueur de basket-ball, international bulgare, père de Vasco Evtimov et Ilian Evtimov.

## Biographie
Ancien international Bulgare, il a participé à trois Championnat d'Europe. Il a effectué une saison en Grèce puis a évolué pendant une dizaine d'années en France (US Pont Beauvoisin, AS Esquennoy, ABC Angers, Vienne, Quincié en Beaujolais).

## Clubs
- ????-1989 : ?
- 1988-1989 :  Sporting Athènes (A2)
- 1989-1990 :  US Pont Beauvoisin (Nationale 2)
- 1990-1991 :  AS Esquennoy (Nationale 2)
- 1991-1992 :  ABC Angers (Nationale 2)
- 1992-1993 :  ABC Angers (Nationale 2)
- 1993-1994 :  Vienne (Nationale 2)
- 1994-1995 :  Vienne (Nationale 2)
- 1995-1996 :  Vienne (Nationale 2)
- 1996-1997 :  US Pont Beauvoisin (Nationale 3)
- 1998-1999 :  Quincié en Beaujolais (Nationale 3)
- 1999-2000 :  Quincié en Beaujolais (Nationale 3)